# Nemuritorul (serial)
Nemuritorul (Highlander: The Series) este un serial de televiziune de acțiune-aventură fantastic și științifico-fantastic cu Duncan MacLeod (jucat de Adrian Paul) din Clanul MacLeod în prim-planul protagonistului eponim Nemuritorul (Highlander). Serialul este un retcon al filmului artisitic omonim din 1986.

## Sezoane
| Sezon | Episoade | Difuzare originală | Data lansării pe DVD           | Data lansării pe DVD |
| Sezon | Episoade | Difuzare originală | Regiune                        | Discuri              |
| ----- | -------- | ------------------ | ------------------------------ | -------------------- |
| 1     | 22       | 1992 – 1993        | SUA, Canada: 12 noiembrie 2002 | 9                    |
| 2     | 22       | 1993 – 1994        | SUA, Canada: 29 iulie 2003     | 8                    |
| 3     | 22       | 1994 – 1995        | SUA, Canada: 18 noiembrie 2003 | 8                    |
| 4     | 22       | 1995 – 1996        | SUA, Canada: 13 aprilie 2004   | 9                    |
| 5     | 18       | 1996 – 1997        | SUA, Canada: 10 august 2004    | 9                    |
| 6     | 13       | 1997 – 1998        | SUA, Canada: 8 februarie 2005  | 8                    |

## Episoade
| Sezon | Sezon | Episoade | Difuzare originală | Difuzare originală  |  | Data lansării pe DVD și Blu-ray | Data lansării pe DVD și Blu-ray |
| Sezon | Sezon | Episoade | Premiera sezonului | Sfârșitul sezonului |  | Region 1/A                      | Region 2/B                      |
| ----- | ----- | -------- | ------------------ | ------------------- |  | ------------------------------- | ------------------------------- |
|       | 1     | 22       | 3 octombrie 1992   | 22 mai 1993         |  | 12 noiembrie 2002               | 7 decembrie 2004                |
|       | 2     | 22       | 27 septembrie 1993 | 23 mai 1994         |  | 29 iulie 2003                   | TBA                             |
|       | 3     | 22       | 26 septembrie 1994 | 29 mai 1995         |  | 18 noiembrie 2003               | TBA                             |
|       | 4     | 22       | 25 septembrie 1995 | 26 mai 1996         |  | 13 aprilie 2004                 | TBA                             |
|       | 5     | 18       | 23 septembrie 1996 | 19 mai 1997         |  | 10 august 2004                  | TBA                             |
|       | 6     | 13       | 5 octombrie 1997   | 16 mai 1998         |  | 8 februarie 2005                | TBA                             |